# Harpactira hamiltoni
Harpactira hamiltoni is een spinnensoort uit de familie van de vogelspinnen (Theraphosidae).
De wetenschappelijke naam van de soort werd in 1902 gepubliceerd door Reginald Innes Pocock.